# Schwert in der Wüste
Schwert in der Wüste (Originaltitel: Sword in the Desert) ist ein US-amerikanischer Kriegsfilm aus dem Jahr 1949 von George Sherman. Der Film wurde von Universal-International Pictures produziert und ist die erste US-Produktion, die sich mit dem Palästinakrieg beschäftigt. Das Drehbuch basiert dabei auf dem Roman Night Watch von Drehbuchautor Robert Buckner.

## Handlung
Im Dezember 1947 steuert der Amerikaner Mike Dillon mit seinem Boot die palästinensische Küste an. An Bord befindet sich eine Gruppe illegaler jüdischer Einwanderer. Um die versprochenen 8.000 Dollar auch zu bekommen, geht Dillon mit dem Schleuser David Vogel an Land. Nachdem die Einwanderer auf bereitgestellte Lastwagen gestiegen sind, zahlt Vogel Dillon aus. Dillion lehnt weitere Fahrten ab.
Als Dillon mit dem ihn begleitenden Matrosen das Beiboot besteigen will, taucht ein britisches Patrouillenboot auf. Dillon, sein Matrose, Vogel und der mit den Juden kämpfende Ire Jerry McCarthy verstecken sich, werden aber bald von den Briten entdeckt. Sie versuchen zu flüchten. Während der Matrose erschossen wird, schaffen es die übrigen zu einem der Lastwagen.
Mit den Einwanderern erreichen sie eine jüdische Siedlung. Sie werden von Kurta, dem Führer der jüdischen Untergrundorganisation Hagana, begrüßt. Zudem lernen sie die aus Polen stammende Sabra kennen, die einen illegalen pro-israelischen Radiosender betreibt. Kurta rät Dillon, erst in drei Tagen zu seinem Boot zurückzukehren. Auch soll er nicht versuchen per Funk das Boot zu erreichen, da die Briten sonst eine Peilungsmöglichkeit haben. Dillion sorgt sich um seine Lizenz, die er verlieren würde, wenn sein Boot dort aufgebracht werden würde. Daher nimmt er dennoch Funkkontakt auf und warnt seine Besatzung.
Wie befürchtet haben die Briten den Funkspruch abgefangen und den Senderstandort angepeilt. Als britische Soldaten auftauchen, flüchten die Einwanderer. In dem Chaos wird jedoch Sabra zurückgelassen und von Captain Beaumont, der sie an ihrer Stimme erkennt, verhaftet. Er befiehlt Lieutenant Ellerton, die Flüchtigen zu verfolgen.
Diese kampieren in der kargen Landschaft. Vogel, der sich in Sabra verliebt hat, macht Dillons Egoismus und Profitgier für die Lage verantwortlich. Kurta bietet Dillon an, ihn nach Beirut zu bringen, dafür soll er noch eine Fahrt mit illegalen Einwanderern machen. Dillon nimmt das Angebot an, doch das Lager wurde mittlerweile von Ellertons Soldaten umstellt. Kurta wirft sein Hagana-Abzeichen ins Feuer und wird zusammen mit den Einwanderern, McCarthy und Dillon verhaftet.
Im Hauptquartier der Briten entlarvt sich Sabra durch einen Trick Ellertons vor Major Stephens und Colonel Bruce als die Stimme Israels. Evans befiehlt Major Sorrell, Sabra nach Jerusalem zu bringen. Sorrell ist jedoch ein Israeli, der eine alte Uniform der Briten trägt. Um Chaos zu verbreiten, befreit er Kurta, McCarthy und Dillon. Zwar kann deren Flucht verhindert werden, doch Sorrell nimmt Ellerton als Geisel und flieht mit ihm zu einem israelischen Außenposten, wo sich Vogel und Sabra verstecken. Vogel durchsucht Ellerton und findet die Visitenkarte eines Wahrsagers. Vogel schließt, dass der Wahrsager engagiert wurde, um die Soldaten am Heiligabend zu unterhalten.
Vogel und einige Israelis verkleiden sich als Araber und halten außerhalb von Jerusalem den Wagen des Wahrsagers an um den Passierschein ins Hauptquartier zu stehlen. In der Zwischenzeit wurde das Hagana-Abzeichen gefunden. Evans und Stephens ist nun klar, dass sich der Anführer unter den Inhaftierten befindet. Sie bieten Dillon die Freiheit an, wenn er den Anführer identifiziert. Dillon akzeptiert und wird ins Gefängnis geleitet. Im Hof kommen sie an einem für Weihnachten geschmückten Judasbaum vorbei. Hier wird Dillon klar, dass er zu einem Verräter wird. Er identifiziert Kurta nicht als Anführer der Hagana. Kurz darauf greifen Vogel und seine bewaffneten Rebellen das Hauptquartier an.
Im folgenden Kampf werden McCarthy getötet und Kurta verletzt. Kurta beauftragt Vogel, Dillon nach Beirut zu bringen. Die beiden können aus dem Hauptquartier gelangen und erreichen Sabra, die sie mit einem Lastwagen erwartet. Außerhalb von Bethlehem geht ihnen der Sprit aus. Sie können sich vor den sie verfolgenden Truppen unter Beaumont verstecken. Die Soldaten brechen die Suche ab und ziehen weiter. Vogel verabschiedet sich von Sabra und verschwindet mit Dillon in der Dunkelheit, der verspricht wiederzukommen.

## Produktion
Gedreht wurde der Film von Ende Februar bis Ende April 1949 in der Mojave-Wüste, in Victorville und Monterey sowie in den Universal-Studios in Universal City.
Drehbuchautor und Produzent Robert Buckner arbeitete in den 1930er Jahren als Korrespondent und besuchte Palästina. 1934 entstand seine Kurzgeschichte How We See It, die auf seinen Beobachtungen basiert. Die Kurzgeschichte erweiterte er dann zu dem Roman The Night Watch, auf dem das Drehbuch des Films basiert. Im Juli 1948 kaufte Universal die Rechte an dem Manuskript. Das Buch sollte Ende des Jahres erscheinen. Das Attentat auf Graf Folke Bernadotte, dem UN-Vermittler für Palästina, am 17. September 1948 in Jerusalem durch die zionistische Terrorgruppe Lechi, führte dazu, dass sowohl die Dreharbeiten als auch die Romanveröffentlichung verschoben wurden.
Im Vereinigten Königreich kam es nach der Premiere zu Protesten, da die Geschichte „anti-britisch“ erschien. Der Stadtrat von London verfügte zwei Tage nach dem Kinostart, den Film aus dem Kinoprogramm zu nehmen.

## Stab und Besetzung
Alexander Golitzen und Bernard Herzbrun waren die Filmarchitekten, Russell A. Gausman und A. Roland Fields die Szenenbildner. Leslie I. Carey und Glenn A. Anderson waren für den Ton verantwortlich.
In kleinen nicht im Abspann erwähnten Nebenrollen traten Jan Arvan, Paul Brinegar, Clyde Cook, John Mantley, Jerry Paris, Joe Turkel, Jack Webb und Ben Wright auf.
Für Jan Arvan war es das Filmdebüt.

## Synchronisation
| Rolle          | Schauspieler     | Deutscher Synchronsprecher |
| -------------- | ---------------- | -------------------------- |
| Mike Dillon    | Dana Andrews     | Gert Günther Hoffmann      |
| Sabra          | Märta Torén      | Eleonore Noelle            |
| David Vogel    | Stephen McNally  | Friedrich Joloff           |
| Asvan Kurta    | Jeff Chandler    | Curt Ackermann             |
| Lt. Ellerton   | Philip Friend    | Axel Monjé                 |
| Major Sorrell  | Hugh French      | Erich Fiedler              |
| Dov            | George Tyne      | Herbert Stass              |
| Jerry McCarthy | Liam Redmond     | Claus Biederstaedt         |
| Major Stevens  | Lowell Gilmore   | Wolfgang Lukschy           |
| Cpt. Beaumont  | Hayden Rorke     | Klaus Miedel               |
| Adams          | Charles Flynn    | Hans W. Hamacher           |
| Ahmed          | Martin Garralaga | Erich Poremski             |
| Cpt. Fletcher  | Marten Lamont    | Martin Held                |
| Col. Evans     | Stanley Logan    | Siegfried Schürenberg      |
| Jeno           | Paul Marion      | Eckart Dux                 |

## Veröffentlichung
Die Premiere des Films fand am 24. August 1949 in New York statt. In der Bundesrepublik Deutschland kam er im März 1955 in die Kinos, in Österreich im Juli 1955.

## Kritiken
Das Lexikon des internationalen Films schrieb: „Actionfilm, der durch seine historische Problematik Interesse verdient. Seine kritische Haltung England gegenüber verursachte internationale Verwicklungen.“
Die Filmzeitschrift Cinema beschrieb den Film als „spannende Fiktion über den Palästina-Konflikt.“
Bosley Crowthers von der The New York Times lobte dem Film einerseits als spannenden Actionthriller, bemängelte aber das Ignorieren der Araber und der Uneinigkeit unter den jüdischen Gruppierungen.
Der TV Guide befand den Film als spannend aber historisch durcheinander. Unglücklicherweise leide das Drama an der einseitigen Darstellung des Konfliktes.
Die Variety wiederum lobte das Werk als spannendes Abenteuer, gut erdacht, inszeniert und gefilmt.